# Dichromanthus michuacanus

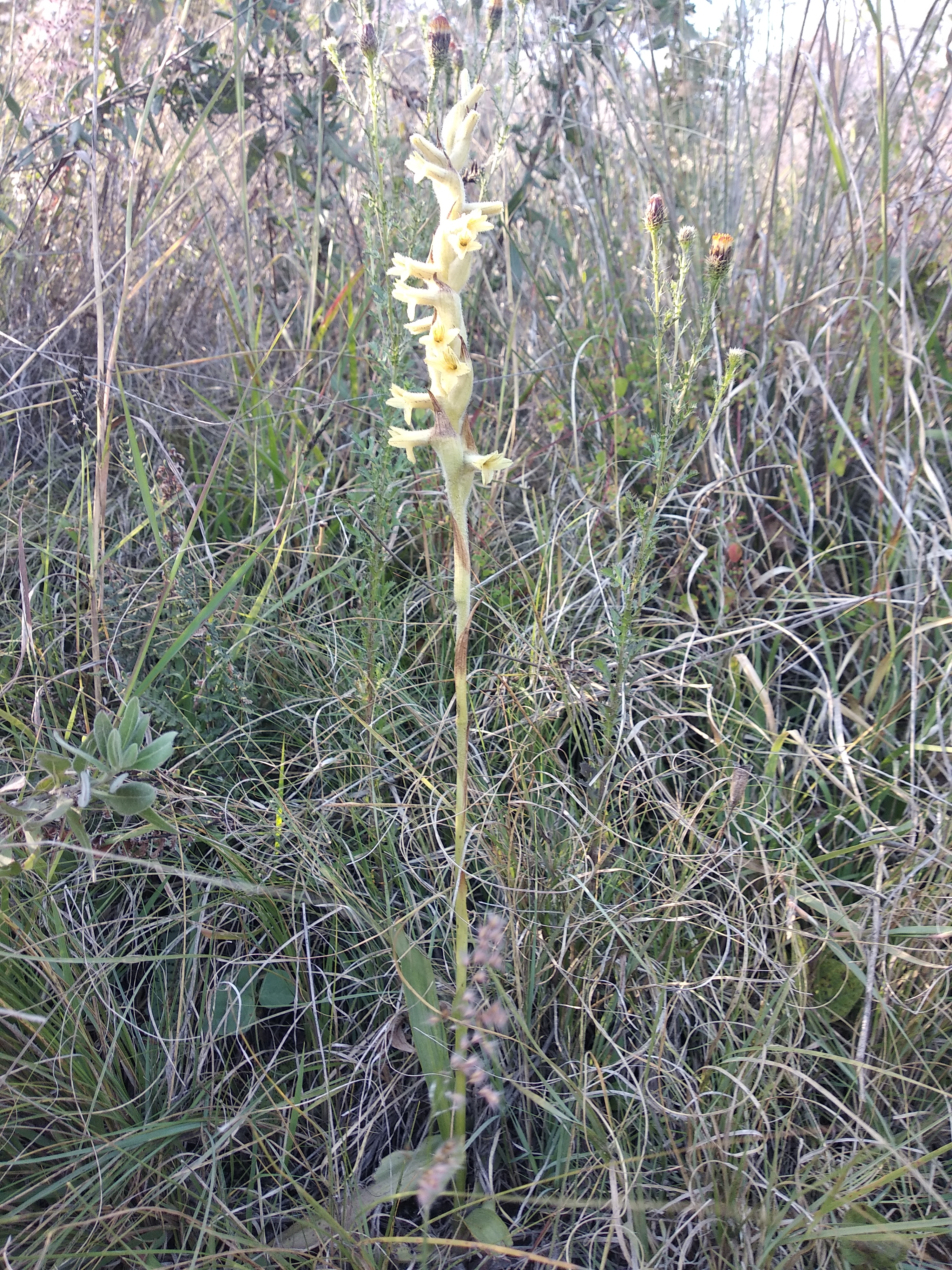
En su hábitat

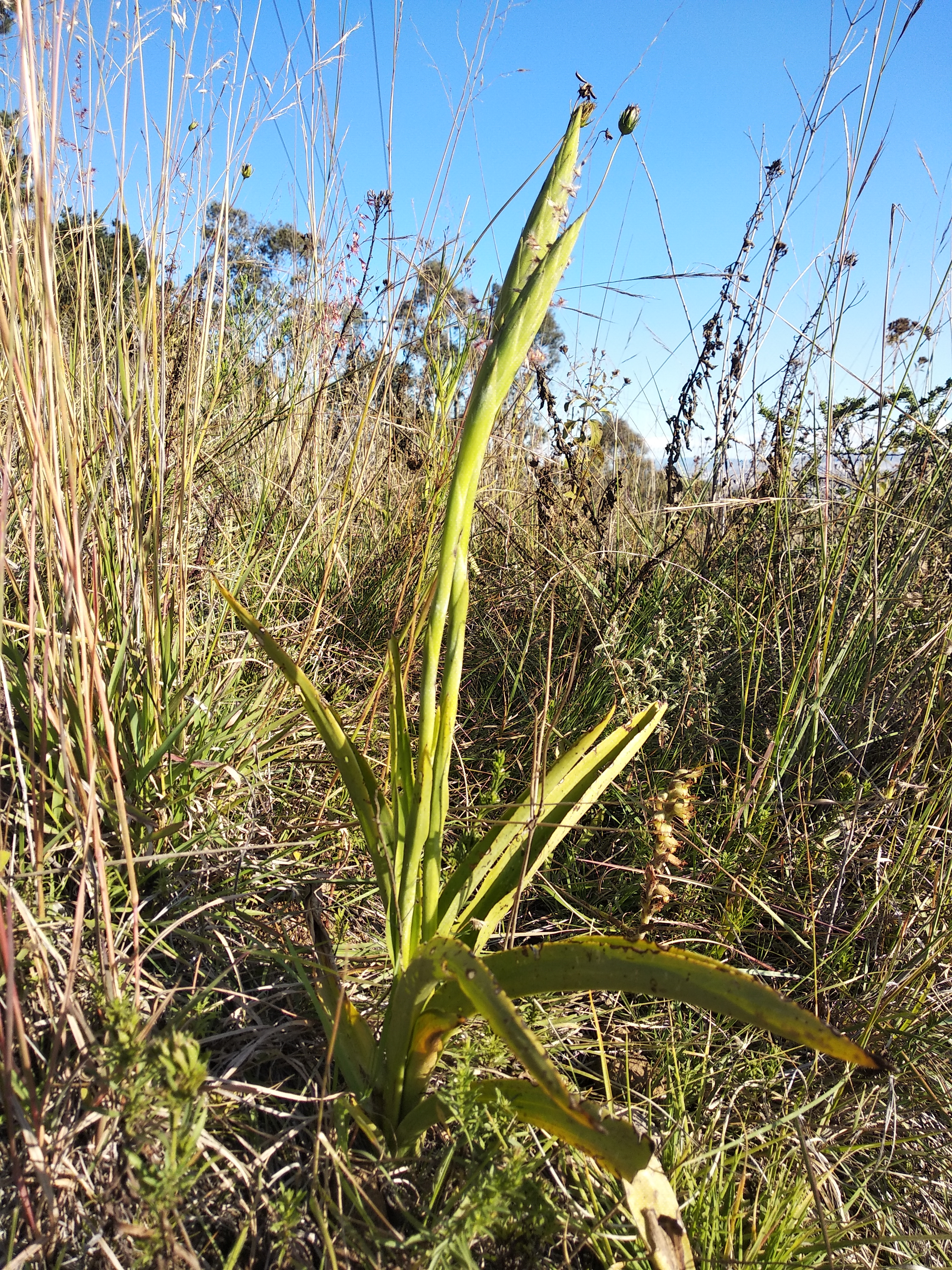
Ejemplares en germinación

Dichromanthus michuacanus es una especie de orquídea de hábito terrestre, nativa de Norteamérica.

## Descripción, hábitat y distribución
Dichromanthus michuacanus es una hierba perenne y robusta de 20 a 40 cm de alto, de raíces fasciculadas, que sólo presenta partes aéreas alrededor de la temporada de floración (otoño). Las hojas basales linear-lanceoladas son escasas (2 a 5), mientras que el tallo verde o blanco-tomentoso está envuelto por brácteas glabras y acuminadas. La inflorescencia es una espiga densa de flores tubulares pequeñas, fragantes, de color blanco a amarillo-verdoso. La polinización es llevada a cabo principalmente por abejorros.
Se trata de una planta tolerante al disturbio antropogénico que crece en pastizales y matorrales secundarios, así como en bosques abiertos y en vegetación riparia del suroeste de Estados Unidos y por gran parte de México.

## Taxonomía
Dichromanthus michuacanus fue descrita en 2002 por Gerardo A. Salazar y Miguel Ángel Soto Arenas, sobre un basónimo de Juan José Martínez de Lexarza, en Lindleyana 17: 173-174.

### Etimología
Dichromanthus: nombre genérico neolatino de origen griego, que significa "flor bicolor"
michuacanus: epíteto geográfico (del estado mexicano de Michoacán)

### Sinonimia
- Dichromanthus michuacanus f. armeniacus R.A.Coleman
- Gyrostachys madrensis (Rchb.f.) Kuntze
- Gyrostachys michuacana (Lex.) Kuntze
- Gyrostachys sulphurea (Lex.) Kuntze
- Neottia michuacana Lex. [basónimo]
- Neottia sulphurea Lex.
- Schiedeella michuacana (Lex.) Burns-Bal.
- Spiranthes bracteolaris Kraenzl.
- Spiranthes madrensis (Rchb.f.) Hemsl.
- Spiranthes michuacana (Lex.) Hemsl.
- Spiranthes sulphurea (Lex.) Hemsl.
- Stenorrhynchos madrense Rchb.f.
- Stenorrhynchos madrensis Rchb.f.
- Stenorrhynchos michuacanum (Lex.) Lindl.
- Stenorrhynchos michuacanum subsp. vexillaris Szlach.
- Stenorrhynchos sulphureum (Lex.) Lindl.
- Stenorrhynchos vexillare (Szlach.) Szlach., Rutk. & Mytnik
- Stenorrhynchos vexillaris (Szlach.) Szlach., Rutk. & Mytnik[6]